# نفوذپذیری به اکسیژن
نفوذ پذیری اکسیژن (OP) یک پارامتر از یک لنز است که بیانگر توانایی این لنز در اجازه دادن به اکسیژن برای رسیدن به چشم با پدیده انتشار است. در لنز نرم این فاکتور وابسته به ضخامت لنز و مواد لنز به خصوص در مورد محتوای آب، است. به دلیل این وابستگی به ضخامت، سطح توانایی انتقال (به صورت مختصر DK/t) Dk به نسبت هر ضخامتی از لنز، معمولاً بیشتر استفاده می‌شود.
اولین مدل از لنزهای تماسی نرم، بر اساس مواد  هیدروژل ، سطح نفوذ پذیری اکسیژن در حدود 6-8  Dk/t داشت . 
Polymacon، مواد مورد استفاده در اولین لنزهای تماسی هیدروژل با یک Dk=9 در برخی از کشورها در دهه‌های 1960 و در ایالات متحده در سال 1971 توسط FDA تأیید شده‌است .
این روزها، مقادیر معمولی نفوذ پذیری اکسیژن برای لنزهای تماسی هیدروژل محدوده ای از 25 تا 50 است. برای مثال Nelfilcon یک Dk 26 و Omafilcon یک Dk 25 دارد .
در حالی که تعداد کسانی که به نوعی از لنزهای تماسی هیدروژل کم نیست، بسیاری از لنزهای تماسی ساخته شده از سیلیکون هیدروژل است که بسیار نفوذ پذیری اکسیژن بالاتری دارد. برای مثال Dk لوترافیلکن Bو کامفیلکن A، دو سیلیکون هیدروژل، به ترتیب 110 و 128 است. این مقادیر تقریباً بیش از دو برابر مقادیر نفوذ پذیری اکسیژن برای مواد هیدروژل است.
D diffusivity (cm2/sec)--یک میزانی از سرعت انتقال اکسیژن  از مواد است. توجه داشته باشید منابع مختلف ممکن است از واحدهای مختلف استفاده کنند: در درجات بسته‌بندی تماسی اغلب از cm2/sec استفاده می‌کنند، در حالی که مقالات دانشگاهی ممکن است از مقادیر دیگر برای فاصله مانند mm2/sec استفاده کنند .
k حلالیت می‌باشد (ml O2/میلی لیتر از ماده x mm Hg) - یک میزانی از اکسیژن موجود در مواد. یک بار دیگر، منابع مختلف ممکن است از واحدهای اندازه‌گیری مختلف استفاده کنند. آن‌ها را یکی در نظر نگیرید، مگر اینکه منبع مشخص کرده باشد.

## External links
- Oxygen Permeability of Contact Lenses Materials
- Dk values  (See page 4)